# Smutny Zwornik
Smutny Zwornik (ok. 1980 m) – niewybitna kopka w grani głównej Tatr Zachodnich, zaraz po wschodniej stronie Smutnej Przełęczy (1963 m) w słowackich Tatrach Zachodnich. Jest to wzniesienie zupełnie niewybitne, wznosi się zaledwie na kilka metrów. Ma jednak pewne znaczenie topograficzne, gdyż jest zwornikiem. W południowym kierunku odchodzi od niego Pośredni Groń oddzielający Wielkie Zawraty od Małych Zawratów (kotły lodowcowe Doliny Żarskiej). Północne stoki Smutnego Zwornika opadają do Doliny Smutnej. Wierzchołek jest trawiasto-kamienisty i prowadzi  przez niego szlak turystyczny. 

## Szlaki turystyczne
– czerwony szlak prowadzący główną granią od Banikowskiej Przełęczy przez Banówkę, Hrubą Kopę i Trzy Kopy na Smutną Przełęcz, stąd przez Rohacze na Jamnicką Przełęcz. Czas przejścia ze Smutnej Przełęczy na szczyt Rohacza Płaczliwego: 45 min, ↓ 30 min.